# Yūki Ōhashi
Yūki Ōhashi (大橋 祐紀?, Ōhashi Yūki; Matsudo, 27 luglio 1996) è un calciatore giapponese, attaccante del Blackburn e della nazionale giapponese.

## Carriera

### Club
Esordisce in J1 League il 1º dicembre 2018 disputando con lo Shonan Bellmare l'incontro pareggiato 2-2 contro il Nagoya Grampus.
Il 18 febbraio 2023 realizza una tripletta nella prima giornata di campionato contro il Sagan Tosu.
Il 9 gennaio 2024 viene acquistato dal Sanfrecce Hiroshima.
Il 31 luglio 2024 si trasferisce in Europa firmando un triennale per gli inglesi del Blackburn.

### Nazionale
Il 15 novembre 2024 esordisce con il Giappone per 0-4 in casa dell'Indonesia.

## Statistiche

### Presenze e reti nei club
Statistiche aggiornate al 21 luglio 2024.
| Stagione               | Squadra                | Campionato             | Campionato | Campionato | Coppe nazionali | Coppe nazionali | Coppe nazionali | Coppe continentali | Coppe continentali | Coppe continentali | Altre coppe | Altre coppe | Altre coppe | Totale | Totale |
| Stagione               | Squadra                | Comp                   | Pres       | Reti       | Comp            | Pres            | Reti            | Comp               | Pres               | Reti               | Comp        | Pres        | Reti        | Pres   | Reti   |
| ---------------------- | ---------------------- | ---------------------- | ---------- | ---------- | --------------- | --------------- | --------------- | ------------------ | ------------------ | ------------------ | ----------- | ----------- | ----------- | ------ | ------ |
| 2018                   | Shonan Bellmare        | J1                     | 1          | 0          | CG+CdL          | 0               | 0               | -                  | -                  | -                  | -           | -           | -           | 1      | 0      |
| 2019                   | Shonan Bellmare        | J1                     | 5          | 1          | CG+CdL          | 0+4             | 0               | -                  | -                  | -                  | SBC         | 0           | 0           | 9      | 1      |
| 2020                   | Shonan Bellmare        | J1                     | 7          | 0          | CdL             | 2               | 0               | -                  | -                  | -                  | -           | -           | -           | 9      | 0      |
| 2021                   | Shonan Bellmare        | J1                     | 31         | 4          | CG+CdL          | 2+3             | 0               | -                  | -                  | -                  | -           | -           | -           | 36     | 4      |
| 2022                   | Shonan Bellmare        | J1                     | 23         | 2          | CG+CdL          | 1+7             | 0+1             | -                  | -                  | -                  | -           | -           | -           | 31     | 3      |
| 2023                   | Shonan Bellmare        | J1                     | 23         | 13         | CG+CdL          | 2+1             | 1+2             | -                  | -                  | -                  | -           | -           | -           | 26     | 16     |
| Totale Shonan Bellmare | Totale Shonan Bellmare | Totale Shonan Bellmare | 90         | 20         |                 | 22              | 4               |                    | -                  | -                  |             | 0           | 0           | 112    | 24     |
| gen.-lug. 2024         | Sanfrecce Hiroshima    | J1                     | 22         | 11         | CG+CdL          | 1+4             | 1+4             | -                  | -                  | -                  | -           | -           | -           | 27     | 16     |
| 2024-2025              | Blackburn              | FLC                    | 0          | 0          | FACup+CdL       | 0               | 0               | -                  | -                  | -                  | -           | -           | -           | 0      | 0      |
| Totale carriera        | Totale carriera        | Totale carriera        | 112        | 31         |                 | 27              | 9               |                    | -                  | -                  |             | 0           | 0           | 139    | 40     |

### Cronologia presenze e reti in nazionale
| Cronologia completa delle presenze e delle reti in nazionale ― Giappone | Cronologia completa delle presenze e delle reti in nazionale ― Giappone | Cronologia completa delle presenze e delle reti in nazionale ― Giappone | Cronologia completa delle presenze e delle reti in nazionale ― Giappone | Cronologia completa delle presenze e delle reti in nazionale ― Giappone | Cronologia completa delle presenze e delle reti in nazionale ― Giappone | Cronologia completa delle presenze e delle reti in nazionale ― Giappone | Cronologia completa delle presenze e delle reti in nazionale ― Giappone |
| Data                                                                    | Città                                                                   | In casa                                                                 | Risultato                                                               | Ospiti                                                                  | Competizione                                                            | Reti                                                                    | Note                                                                    |
| ----------------------------------------------------------------------- | ----------------------------------------------------------------------- | ----------------------------------------------------------------------- | ----------------------------------------------------------------------- | ----------------------------------------------------------------------- | ----------------------------------------------------------------------- | ----------------------------------------------------------------------- | ----------------------------------------------------------------------- |
| 15-11-2024                                                              | Giacarta                                                                | Indonesia                                                               | 0 – 4                                                                   | Giappone                                                                | Qual. Mondiali 2026                                                     | -                                                                       | 80’                                                                     |
| 5-6-2025                                                                | Perth                                                                   | Australia                                                               | 1 – 0                                                                   | Giappone                                                                | Qual. Mondiali 2026                                                     | -                                                                       | 70’                                                                     |
| Totale                                                                  |                                                                         | Presenze                                                                | 2                                                                       |                                                                         | Reti                                                                    | 0                                                                       |                                                                         |

## Palmarès

### Club

#### Competizioni nazionali
- Coppa J. League: 1

Shonan Bellmare: 2018